# Cryptopora boettgeri
Cryptopora boettgeri är en armfotingsart som beskrevs av Helmcke 1940. Cryptopora boettgeri ingår i släktet Cryptopora och familjen Cryptoporidae. Inga underarter finns listade i Catalogue of Life.